# Frederick Tuckman
Frederick Augustus Tuckman, urodzony jako Friedrich August Tuchmann (ur. 9 czerwca 1922 w Magdeburgu, zm. 6 lipca 2017) – brytyjski polityk i konsultant żydowsko-niemieckiego pochodzenia, poseł do Parlamentu Europejskiego I i II kadencji.

## Życiorys
Urodził się w bogatej żydowskiej rodzinie jako syn niemieckiego Żyda i Brytyjki. W 1939 wysłany przez rodziców do wuja w Londynie, uzyskał brytyjskie obywatelstwo, a w 1949 zmienił dane imię i nazwisko z Friedrich Tuchmann na Frederick Tuckman. Od 1942 służył w Royal Air Force jako ochotnik (początkowo radiotechnik, później w szkole zawodowej), zdemobilizowany w 1946. Następnie do 1949 studiował w London School of Economics, ucząc się pod kierunkiem Harolda Laskiego. Zawodowo pracował jako konsultant ds. zarządzania, początkowo w koncernie Marks & Spencer, następnie w Hay Group. Doszedł do stanowiska partnera firmy, pracował m.in. w RPA, Niemczech i Finlandii. Został członkiem organizacji branżowych Chartered Institute of Secretaries oraz Institute of Personnel Management.
Działał w Partii Konserwatywnej. Był sekretarzem wewnątrzpartyjnej frakcji The Bow Group oraz szefem oddziału instytucji edukacyjnej torysów Conservative Political Centre. Od 1965 do 1971 radny London Borough of Camden, w 1970 bezskutecznie kandydował do Izby Gmin. W 1979 i 1984 wybierany posłem do Parlamentu Europejskiego. Przystąpił do frakcji Europejscy Demokraci, kierował w niej podkomisją ds. małych przedsiębiorstw. W latach 1989–1995 kierował Anglo-Jewish Association. Od 1989 prowadził własne przedsiębiorstwo doradcze.
Był żonaty z Pat, mieli troje dzieci.

## Odznaczenia
W 1990 odznaczony Orderem Imperium Brytyjskiego IV klasy oraz Krzyżem Komandorskim Orderu Zasługi Republiki Federalnej Niemiec.